# ボーン・グリソム
- ボーン・グリッソム

ボーン・アンソニー・グリソム（Vaughn Anthony Grissom, 2001年1月5日 - ）は、アメリカ合衆国フロリダ州オーランド出身のプロ野球選手（内野手）。右投右打。MLBのボストン・レッドソックス所属。

## 経歴

### プロ入りとブレーブス時代
ライリー・グリーンは小学生の頃からの幼馴染であり、ポール・J・ハガーティ高等学校ではチームメイトであった。
2019年のMLBドラフト11巡目（全体337位）でアトランタ・ブレーブスから指名されプロ入り。傘下のルーキー級ガルフ・コーストリーグ・ブレーブスでプロデビューし、44試合に出場して打率.288、3本塁打、23打点の成績を記録した。
2020年は新型コロナウイルスの影響でマイナーリーグの試合が開催されず、公式戦の出場はなかった。
2021年はA級オーガスタ・グリーンジャケッツで開幕を迎え、シーズン途中にA+級ローム・ブレーブスへ昇格。2球団合計で87試合に出場して打率.319、7本塁打、43打点の成績を記録した。
2022年はA+級ロームで開幕を迎え、シーズン途中にAA級ミシシッピ・ブレーブスへ昇格した。8月10日にAAA級を経ずにメジャーへ昇格し、同日のボストン・レッドソックス戦に「9番・二塁手」で先発出場してメジャーデビュー。この試合でダーウィンゾン・ヘルナンデスからメジャー初安打となる本塁打を放った。以降はシーズン終了までメジャーに所属し、41試合に出場して打率.291、5本塁打、18打点を記録した。
2023年は正二塁手のオジー・アルビーズが怪我から復帰したため遊撃手としてチャンスが与えられたが、ここでもオーランド・アルシアが高い壁となり、シーズンの大半をAAA級グウィネット・ストライパーズで過ごしたため、メジャーでの出場はわずか23試合にとどまった。

### レッドソックス時代
2023年12月30日、ボストン・レッドソックスにクリス・セールプラス金銭のトレードで移籍することが発表された。
2024年は春季トレーニング中に鼠径部の肉離れを患い、レギュラーシーズン開幕の出場が遅れた。5月3日、故障者リストから復帰し、レッドソックスデビューを果たしたが、6月1日にハムストリングを痛め、退場した。2024年シーズンもメジャーではわずか31試合の出場に留まり、打率.190、6打点、2盗塁を記録した。
2025年は開幕ロースターに入れず、AAA級ウースター・レッドソックスに降格した。

## 詳細情報

### 年度別打撃成績
| 年 度    | 球 団    | 試 合 | 打 席 | 打 数 | 得 点 | 安 打 | 二 塁 打 | 三 塁 打 | 本 塁 打 | 塁 打 | 打 点 | 盗 塁 | 盗 塁 死 | 犠 打 | 犠 飛 | 四 球 | 敬 遠 | 死 球 | 三 振 | 併 殺 打 | 打 率 | 出 塁 率 | 長 打 率 | O P S |
| -------- | -------- | ----- | ----- | ----- | ----- | ----- | -------- | -------- | -------- | ----- | ----- | ----- | -------- | ----- | ----- | ----- | ----- | ----- | ----- | -------- | ----- | -------- | -------- | ----- |
| 2022     | ATL      | 41    | 156   | 141   | 24    | 41    | 6        | 0        | 5        | 62    | 18    | 5     | 2        | 0     | 1     | 11    | 1     | 3     | 34    | 0        | .291  | .353     | .440     | .793  |
| 2023     | ATL      | 23    | 80    | 75    | 5     | 21    | 3        | 1        | 0        | 26    | 9     | 0     | 1        | 0     | 1     | 2     | 0     | 2     | 15    | 2        | .280  | .313     | .347     | .660  |
| 2024     | BOS      | 31    | 114   | 105   | 10    | 20    | 3        | 0        | 0        | 23    | 6     | 2     | 0        | 0     | 1     | 7     | 0     | 1     | 24    | 3        | .190  | .246     | .219     | .465  |
| MLB：2年 | MLB：2年 | 95    | 350   | 321   | 39    | 82    | 12       | 1        | 5        | 111   | 33    | 7     | 3        | 0     | 3     | 20    | 1     | 6     | 73    | 5        | .255  | .309     | .346     | .655  |

- 2024年度シーズン終了時

### 年度別守備成績
| 年 度 | 球 団 | 二塁（2B） | 二塁（2B） | 二塁（2B） | 二塁（2B） | 二塁（2B） | 二塁（2B） | 遊撃（SS） | 遊撃（SS） | 遊撃（SS） | 遊撃（SS） | 遊撃（SS） | 遊撃（SS） |
| 年 度 | 球 団 | 試 合      | 刺 殺      | 補 殺      | 失 策      | 併 殺      | 守 備 率   | 試 合      | 刺 殺      | 補 殺      | 失 策      | 併 殺      | 守 備 率   |
| ----- | ----- | ---------- | ---------- | ---------- | ---------- | ---------- | ---------- | ---------- | ---------- | ---------- | ---------- | ---------- | ---------- |
| 2022  | ATL   | 40         | 57         | 87         | 4          | 14         | .973       | 2          | 3          | 4          | 0          | 2          | 1.000      |
| 2023  | ATL   | 4          | 2          | 3          | 0          | 0          | 1.000      | 19         | 20         | 37         | 6          | 8          | .905       |
| 2024  | BOS   | 30         | 35         | 85         | 3          | 16         | .976       | -          | -          | -          | -          | -          | -          |
| MLB   | MLB   | 74         | 94         | 175        | 7          | 30         | .975       | 21         | 23         | 41         | 6          | 10         | .914       |

- 2024年度シーズン終了時

### 背番号
- 18（2022年 - 2023年）
- 5（2024年 - ）